# Toponica (Kosovska Kamenica)
Pour les articles homonymes, voir Toponica.
Topanicë en albanais et Toponica en serbe latin (en serbe cyrillique : Топоница) est une localité du Kosovo située dans la commune/municipalité de Kamenicë/Kosovska Kamenica, district de Gjilan/Gnjilane (Kosovo) ou district de Kosovo-Pomoravlje (Serbie). Selon le recensement kosovar de 2011, elle compte 2 061 habitants, dont une majorité d'Albanais.

## Histoire
Sur le territoire du village se trouve un site dont les vestiges remontent à l'Antiquité ; il est proposé pour une inscription sur la liste des monuments culturels du Kosovo.
Dans le village se trouvent deux tekkes (ou khanqahs), classées ou en cours de classement, dont celle de Sheh Zenel Abedini qui remonte au XVIIIe siècle.

## Démographie

### Évolution historique de la population dans la localité
| 1948  | 1953  | 1961  | 1971  | 1981  | 1991  | 2011  |
| ----- | ----- | ----- | ----- | ----- | ----- | ----- |
| 1 106 | 1 154 | 1 193 | 1 360 | 1 737 | 1 931 | 2 061 |

|  |